# FK Mariupol
FK Mariupol (ukrainisch футбольний клуб Маріуполь) ist ein ukrainischer Fußballverein aus der Stadt Mariupol. Von 1997 bis 2007 sowie von 2009 bis 2015 und von 2017 bis 2022 spielte der Verein in der ersten ukrainischen Liga. Der Verein hörte infolge der Belagerung von Mariupol während der russischen Invasion in der Ukraine im Jahr 2022 auf zu existieren.
Im Jahr 2023 übernahm der brasilianische Verein AA Batel, dessen lokale Gemeinschaft zu mehr als 70 % ukrainisch oder ukrainischstämmig ist, den Namen, die Farben und das Wappen des Vereins.

## Ehemalige Namen
- 1938–1948: Stal
- 1949–1958: Metallurg
- 1959–1960: Awangard
- 1961–1964: Asowstal
- 1965–1970: Asowez
- 1971–1973: Metallurg
- 1974–1975: Lokomotiw
- 1976–1992: Nowator
- 1992–1996: Asowez
- 1996–2002: Metalurh
- 2002–2017: Illitschiwez
- 2017–2022: FK Mariupol

## Liga-Ergebnisse
- 1992:/93 Perscha Liha, Platz 11, Abstieg in die Druha Liha
- 1992/93: Druha Liha, Platz 13
- 1993/94: Druha Liha, Platz 12
- 1994/95: Druha Liha, Platz 11
- 1995/96: Druha Liha, Platz 1, Aufstieg in die Perscha Liha
- 1996/97: Perscha Liha, Platz 3, Aufstieg in die Wyschtscha Liha
- 1997/98: Wyschtscha Liha, Platz 12
- 1998/99: Wyschtscha Liha, Platz 4
- 1999/00: Wyschtscha Liha, Platz 8
- 2000/01: Wyschtscha Liha, Platz 4
- 2001/02: Wyschtscha Liha, Platz 10
- 2002/03: Wyschtscha Liha, Platz 10
- 2003/04: Wyschtscha Liha, Platz 8
- 2004/05: Wyschtscha Liha, Platz 5
- 2005/06: Wyschtscha Liha, Platz 4
- 2006/07: Wyschtscha Liha, Platz 15, Abstieg in die Perscha Liha
- 2007/08: Perscha Liha, Platz 1, Aufstieg in die Premjer-Liha
- 2008/09: Premjer-Liha, Platz 14
- 2009/10: Premjer-Liha, Platz 12
- 2010/11: Premjer-Liha, Platz 14
- 2011/12: Premjer-Liha, Platz 11
- 2012/13: Premjer-Liha, Platz 9
- 2013/14: Premjer-Liha, Platz 10
- 2014/15: Premjer-Liha, Platz 14, Abstieg in die Perscha Liha
- 2015/16: Perscha Liha, Platz 4
- 2016/17: Perscha Liha, Platz 1, Aufstieg in die Premjer-Liha
- 2017/18: Premjer-Liha, Platz 5
- 2018/19: Premjer-Liha, Platz 4
- 2019/20: Premjer-Liha, Platz 8
- 2020/21: Premjer-Liha, Platz 11
- 2021/22: Premjer-Liha, Platz 16, Saisonabbruch

## Europapokalbilanz
In der Saison 2003/04 wurde Illitschiwez die fairste Mannschaft der Wyschtscha Liha und qualifizierte sich damit über die Fairplay-Wertung zur Qualifikation zum UEFA-Pokal 2004/05.
| Saison  | Wettbewerb         | Runde                  | Gegner             | Gesamt | Hin     | Rück          |
| ------- | ------------------ | ---------------------- | ------------------ | ------ | ------- | ------------- |
| 2004/05 | UEFA-Pokal         | 1. Qualifikationsrunde | FC Banants Jerewan | 4:0    | 2:0 (H) | 2:0 (A)       |
| 2004/05 | UEFA-Pokal         | 2. Qualifikationsrunde | FK Austria Wien    | 0:3    | 0:0 (H) | 0:3 (A)       |
| 2018/19 | UEFA Europa League | 2. Qualifikationsrunde | Djurgårdens IF     | 3:2    | 1:1 (A) | 2:1 n. V. (H) |
| 2018/19 | UEFA Europa League | 3. Qualifikationsrunde | Girondins Bordeaux | 2:5    | 1:3 (H) | 1:2 (A)       |
| 2019/20 | UEFA Europa League | 3. Qualifikationsrunde | AZ Alkmaar         | 0:4    | 0:0 (H) | 0:4 (A)       |

Gesamtbilanz: 10 Spiele, 3 Siege, 3 Unentschieden, 4 Niederlagen, 9:14 Tore (Tordifferenz −5)